# ラージョ・カンタブリア
ラージョ・カンタブリア（Rayo Cantabria）は、スペイン・カンタブリア州サンタンデールを本拠地とするラシン・サンタンデールのリザーブチーム。2023-24シーズンはセグンダ・フェデラシオンに所属している。

## 概要
1926年、ジムナスティカ・デ・ミランダ（Gimnástica de Miranda）という独立したクラブとして設立された。設立後30年近くは独立したサッカーチームとして主にテルセーラ・ディビシオン（当時は3部相当）を舞台にシーズンを送っていたが、1951年にラシン・サンタンデールのBチームとして活動することを決めた。独立クラブ時代も含めた最高成績は、1960-61シーズンに記録したテルセーラ・ディビシオンでの優勝である。

### クラブ名の変遷
- 1926-1939 : ジムナスティカ・デ・ミランダ（Gimnástica de Miranda）
- 1939-1940 : UJラージョ・カンタブリア（Unión Juventud Rayo Cantabria）
- 1940-1941 : ラージョ・スポルト（Rayo Sport）
- 1941-1993 : SDラージョ・カンタブリア（SD Rayo Cantabria）
- 1993-2019 : レアル・ラシン・クルブB（Real Racing Club "B"）
- 2019- : ラージョ・カンタブリア（Rayo Cantabria）

## タイトル

### 国内タイトル
- テルセーラ・ディビシオン : 5回
  - 1960-61, 1986-87, 1994-95, 1998-99, 2004-05

- コパ・フェデラシオン : 1回
  - 1998-99

### 国際タイトル
- なし

## 過去の成績
| シーズン | 部 | ディビジョン | 順位 |
| -------- | -- | ------------ | ---- |
| 2000-01  | 3  | セグンダB    | 17位 |
| 2001-02  | 4  | テルセーラ   | 2位  |
| 2002-03  | 3  | セグンダB    | 11位 |
| 2003-04  | 3  | セグンダB    | 17位 |
| 2004-05  | 4  | テルセーラ   | 1位  |
| 2005-06  | 3  | セグンダB    | 8位  |
| 2006-07  | 3  | セグンダB    | 20位 |
| 2007-08  | 4  | テルセーラ   | 2位  |
| 2008-09  | 3  | セグンダB    | 14位 |
| 2009-10  | 3  | セグンダB    | 17位 |
| 2010-11  | 4  | テルセーラ   | 3位  |
| 2011-12  | 4  | テルセーラ   | 3位  |
| 2012-13  | 3  | セグンダB    | 17位 |
| 2013-14  | 4  | テルセーラ   | 8位  |
| 2014-15  | 4  | テルセーラ   | 3位  |
| 2015-16  | 4  | テルセーラ   | 3位  |
| 2016-17  | 4  | テルセーラ   | 5位  |
| 2017-18  | 4  | テルセーラ   | 5位  |
| 2018-19  | 4  | テルセーラ   | 5位  |
| 2019-20  | 4  | テルセーラ   | 3位  |

| シーズン | 部 | ディビジョン | 順位    |
| -------- | -- | ------------ | ------- |
| 2020-21  | 4  | テルセーラ   | 2位/2位 |
| 2021-22  | 4  | セグンダRFEF | 4位     |
| 2022-23  | 4  | 連盟2部      | 10位    |
| 2023-24  | 4  | 連盟2部      |         |

## 歴代監督
- マヌエル・プレシアード 1996-1997, 2000-2002

## 歴代所属選手
- ビセンテ・ミエラ 1957-1959
- ペドロ・ムニティス 1993-1997
- イバン・エルゲラ 1994-1995
- ゴンサーロ・コルサ 1996-1998
- メディ・ナフティ 2000-2001
- セルヒオ・カナレス 2008-2010